# Vino cotto
Il vino cotto è un tipico prodotto alimentare sia della regione Marche, sia della regione Abruzzo, ma anche della zona della Valnerina in Umbria e del mantovano. Viene prodotto nelle zone collinari e pedemontane delle province di Ascoli Piceno, Fermo, Macerata, Ancona, Pescara, Teramo e Chieti ed è in particolare molto apprezzato quello del territorio dei comuni di Lapedona, di Loro Piceno di Mosciano Sant'Angelo, di San Vito e Roccamontepiano. 
Il prodotto marchigiano e quello abruzzese, di uguale denominazione, sono riconosciuti dal Ministero delle politiche agricole alimentari e forestali come prodotti agroalimentari tradizionali italiani. 
Nonostante la somiglianza nella denominazione, il vino cotto non deve confondersi con il vincotto, prodotto tipico lucano e pugliese, ottenuto dal mosto fresco.

## Storia

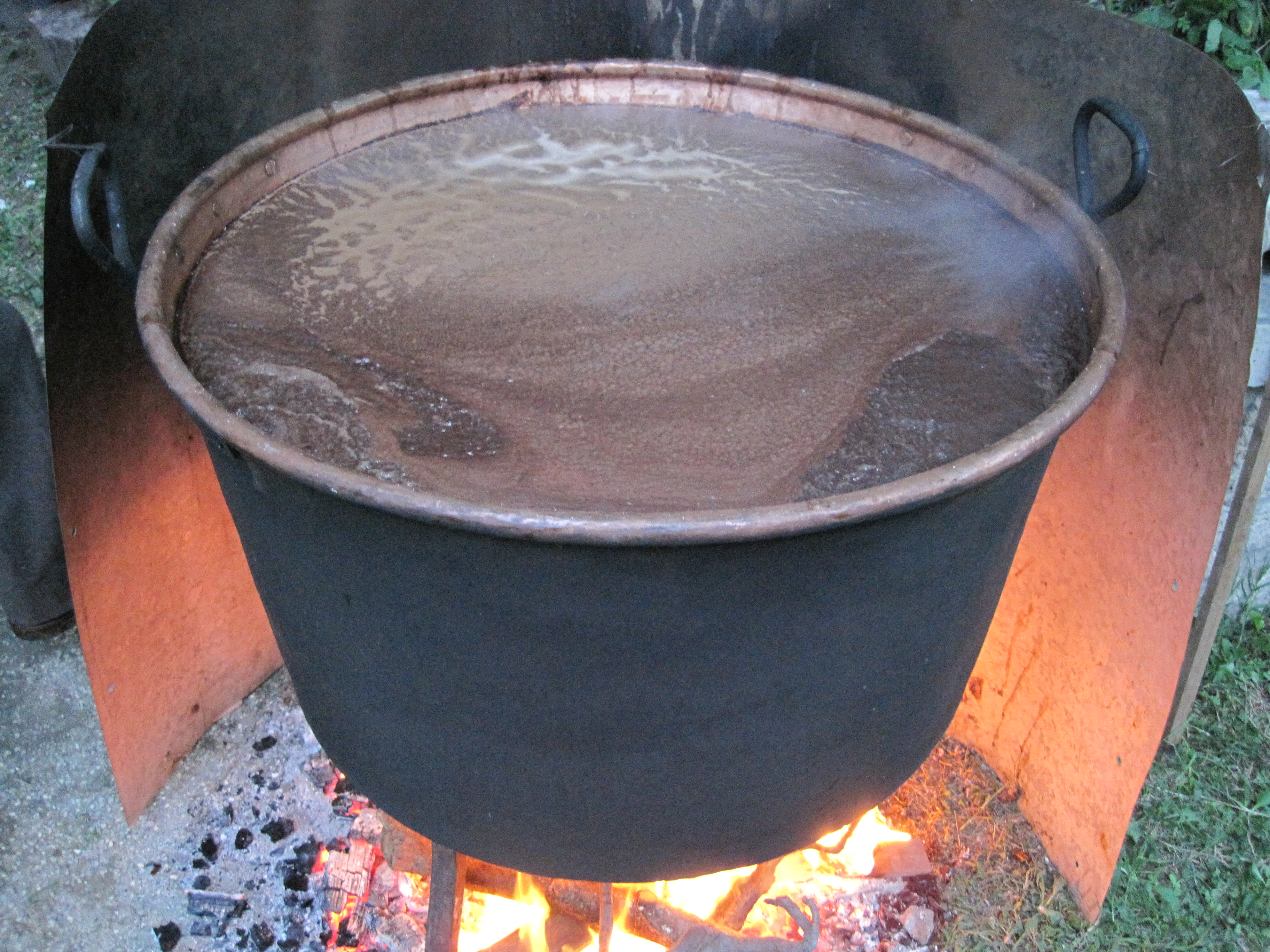
Il caldaro di rame dove viene bollito il mosto

La pratica di bollire il mosto prima della fermentazione risale all’antichità classica, dove veniva consumato come bevanda, come condimento o come correttivo per vini.
Un vino cotto simile a quello attualmente prodotto in Abruzzo e nelle Marche è descritto da Plinio il Vecchio, nel I secolo d.C., in diversi passi della Naturalis historia e da Lucio Giunio Moderato Columella nel Libro X del De re rustica di .
Nell’antica Roma erano conosciute diverse tipologie di mosto cotto, a seconda del grado di evaporazione: il caroenum, il defrutum e la sapa, rispettivamente ridotti di un terzo, della metà o di due terzi del volume originario.
Nel XVI secolo, nell'anno 1534, Sante Lancerio, bottigliere del papa Paolo III menziona l’esistenza di vini cotti di diversa qualità.
Andrea Bacci, nel 1595, nel De naturali vinorum historia, un compendio composto da sette libri su tutti i vini conosciuti, nel XV capitolo del I Libro, descrive le caratteristiche produttive del vino cotto.
Nel 1870, Gabriele Rosa, storico ascolano, nel II libro della Storia di Ascoli Piceno, disquisendo delle uve a bacca bianca e a bacca rossa del territorio cita anche il vino cotto del territorio.
Come riportato nell'Inchiesta agraria Jacini (1877 - 1886), il territorio teramano, in particolare quello dei comuni di Bisenti, Cermignano e Basciano, sperimentò questo nuovo tipo di vinificazione, e in tale opera viene sottolineata la grande fattura che tale prodotto assume con il trascorre degli anni «...si elaborano quattro maniere di vino cotto, cioè, conservato, crudo, semplice, crudo ritornato... il vino cotto poi dopo il quinto anno almeno, si diventa saporoso, eccitante e squisitamente piacevole per un aroma sui generis che gli dà il tempo...è risaputo che tutto il Teramano, che i nostri vini vecchi, maturi e purificati. Essi acquistano densità sciropposa, sapore abboccato, aromatico, lievemente amarognolo, fragrante ed empireumatico, limpido color rosso cupa ciliegia.»
Nelle Marche ed in Abruzzo è stato riconosciuto un preciso disciplinare di preparazione del vino cotto come riportato nel Bollettino ufficiale della Regione Marche, Anno XXXIII, n.° 63, 20 maggio 2002.

## Vinificazione
Per la produzione del vino cotto viene utilizzata l'uva dei vitigni tipici delle zone citate, quali la Malvasia e il Montonico della zona di Acquasanta Terme, il Pecorino, il Moscatello bianco e rosso e lo Zibibbo del comprensorio di Arquata del Tronto, il Maceratino, il Sangiovese, il Montepulciano, il Galloppa. Uve autoctone, alcune a piede franco, prodotte dalle alberate (metodo di allevamento della vite con utilizzo di aceri o di alberi da frutto anziché degli attuali pali in legno o cemento) effettuavano la cosiddetta interzatura, ovvero la riduzione a caldo del volume di un terzo del mosto iniziale, ottenendo un prodotto che messo poi in botti di legno subiva una lenta fermentazione e successivamente l'invecchiamento.
Una volta pigiata l'uva, il mosto ottenuto si mette in un caldaro (grossa pentola di rame), con l'avvertenza, tramandata dalla tradizione, di porvi una verga di ferro nudo per impedire al rame del caldaro di passare in soluzione. La verga di ferro si tiene fino a che il mosto non si sia scaldato. Nel caldaro il mosto viene cotto a fuoco diretto fino a quando l'evaporazione non porti il contenuto a ridursi di una quantità variabile tra un terzo e un mezzo di quella iniziale; la maggiore o minore concentrazione varia a seconda del grado zuccherino di partenza. Nelle Marche c'è chi durante la bollitura aggiunge una mela cotogna per ogni quintale di mosto, allo scopo di aromatizzare la bevanda.
Non appena raffreddato, il mosto concentrato viene "rimboccato" in caratelli di rovere ove è lasciato fermentare.
A fermentazione alcolica avvenuta è trasferito in un contenitore in cui è già presente il vino cotto degli anni precedenti; molto importante sarà un suo lento e lungo invecchiamento evitando forti ossidazioni. È proprio questo il punto più delicato ed importante della vinificazione: in questa fase è necessario calcolare il giusto dosaggio fra il vino cotto nuovo con quello vecchio ed effettuare una spillatura accorta, per evitare problematiche ossidazioni. Eventuali errori in queste operazioni potrebbero impedire il formarsi del profumo fruttato caratteristico della bevanda.
Non è infrequente che il mosto concentrato e non ancora fermentato venga "rimboccato" direttamente nel vino cotto vecchio, ma tale pratica è rischiosa e riservata ai più esperti, in quanto essa rischia di compromettere il giusto dosaggio tra nuovo e vecchio, e di provocare con la fermentazione il sommovimento dei depositi contenuti nel recipiente e il temporaneo intorbidimento della bevanda.
Il procedimento della cottura rendeva il vino meno acido e quindi poco soggetto a trasformarsi in aceto. Quando il raccolto era peggiore del solito o quando il proprietario del terreno sceglieva l'uva migliore e lasciava al contadino quella più rovinata, questi, per non rischiare di rimanere senza vino, facendo ricorso alle sue migliori risorse ed alla sua creatività, riusciva a bere per tutto l'anno un vino forse migliore di quello del padrone.

## Caratteristiche
- Colore: dal granata al rubino
- Profumo: caratteristico fruttato
- Sapore: dolce gradevole
- Grado alcolico: 14%

## Proprietà
La Facoltà di Agraria dell'Università degli Studi di Teramo ha pubblicato su una rivista scientifica nordamericana i risultati dello studio condotto dal professore Dino Mastrocola riguardo all'alto potere antiossidante di questo vino dovuto alla caramellizzazione degli zuccheri durante la pastorizzazione del mosto.